# 藤原道隆
藤原道隆（953年—995年5月12日），又称中关白，为日本平安时代中期一条天皇时代的摄政、关白。父摄政藤原兼家，母正室藤原时姬，同母弟藤原道兼、藤原道长，同母妹三条天皇之母藤原超子、一条天皇之母东三条院藤原诠子。一条天皇朝前期權勢最隆盛的外戚，长女藤原定子为一条天皇元配皇后。

## 人物生平

### 家族的隆盛
藤原道隆为藤原兼家的嫡长子。由于藤原兼家的二位兄长藤原伊尹、藤原兼通皆享年不长，兼家将长女超子、次女诠子分别送入兄弟天皇即冷泉天皇、圆融天皇的后宫中，皆生下皇子，尤其诠子所生是圆融天皇的独生子，后宫政策完满成功，兼家在朝中地位於是日渐尊崇。
永观二年（984年），圆融天皇让位冷泉天皇第一皇子花山天皇，花山天皇随即按圆融天皇两统迭立的要求，立圆融天皇独子怀仁亲王为东宫。身为东宫舅父的藤原道隆在此时累积功劳，得叙从三位，并任春宫权大夫。
花山天皇在位时，政事由其外舅藤原义怀（道隆的伯父藤原伊尹的儿子，即道隆的堂弟）独专。道隆弟藤原道兼深察父亲兼家想让自己的外孙继位好成为摄政，于是趁花山天皇因爱妃死去而悲伤时，将他从宫中诱拐至寺庙，使花山天皇落发出家。朝中因花山天皇失踪大乱，此时，道隆和异母弟道纲一起搬運神玺和宝剑至东宫御所，宣布东宫践祚。此计谋道隆或许知情。
东宫继位为一条天皇後，兼家以外祖父的身份摄政幼主，道隆则以外舅身份急速晋升，历任权中纳言、权大纳言，叙正二位。至永延3年（989年）2月，兼家不顾圆融院反对，又任命道隆为内大臣，大和朝廷首次出现同时有四人位居大臣的情况（太政大臣藤原兼家、左大臣源雅信、右大臣藤原为光）。不久道隆又兼任左近卫大将。

### 人生登顶
永祚2年（990年）正月，道隆的长女定子入内，为一条天皇女御。同年5月，父亲兼家因病辞官，道隆代之为关白，不久改为摄政，天皇赐随身仪仗，听凭牛车驶入皇宫。永祚2年（990年）七月，父亲兼家薨去。3个月后，永祚2年10月，女儿定子受封为皇后，号中宫。道隆同时身兼天皇外舅和岳父的身份。正历2年（991年）道隆辞内大臣，让此职位于弟弟道兼。由於天皇年紀稍长，道隆于是在正历4年（993年）辞摄政，改任关白。但在除目（官员任免）和官奏这些事上，仍视同摄政。
道隆成为公卿之首、帝之双重外戚后，学习父亲兼家，大力提拔自己的儿子。嫡长子藤原伊周、嫡次子藤原隆家皆年纪轻轻便居高位，伊周更是越过最小的叔父藤原道长任内大臣。道隆同时也学习兼家的后宫政策，在定子之外，以次女原子入东宫居贞亲王处为东宫妃（居贞亲王即日后的三条天皇）。三女许配东宫之弟敦道亲王、四女入宫为御匣殿女官。其正室贵子，出自高階氏，是高市皇子的後代；在定子封后时，一口气从从五位上封到从三位。贵子之父、学者高阶成忠成为一条天皇的老师，叙从三位，成为高阶氏第一位公卿。此时，高阶氏原本的姓（日本贵族的一种身份等级制度）为真人，此时也改为名义上不如真人高，但实际上为最高的朝臣。
这一时期，道隆一家的荣盛和志得意满，可在侍奉藤原定子的女房清少纳言的随笔《枕草子》看到。

### 薨去与身后
长德元年（995年），道隆生病，多次向天皇上表请求辞职但不受允许。道隆因而请求准予嫡子藤原伊周代理摄关的职权，並授其内览一職。同年3月9日，天皇同意他的请求。不过，道隆并不满足于伊周只任内览，希望確立兒子就任关白。所以同年4月3日，道隆辞去关白，希望伊周能接任关白，天皇未允，伊周仍是内览，但赐他摄关的随身仪仗。3日后，4月6日道隆剃发出家，又过仅仅4天，道隆于长德元年（995年）4月10日薨，享年四十三岁。道隆薨去当时，京都疫病流行，朝中许多公卿因此死去，但据《大镜》所说，道隆的死因并非是因疫病，而是因为平日饮酒过量而罹患的糖尿病在此时恶化引起的。
后世称道隆为中关白，或者二条、南院。中关白一称的意思是，他是处在一手打下这一家族荣耀基础的父亲藤原兼家和达到摄关政治鼎盛的弟弟藤原道长之间的一位关白，故称中关白。道隆薨后，其弟道兼、道长相继为摄政，时人称之为“三道”，比同昭宣公（藤原基经）的三个儿子（藤原时平、藤原忠平、藤原仲平）的“三平”。
道隆死后，其最疼爱、最厚望的嫡子藤原伊周在朝廷的权力争斗中，败于藤原道长，此家就此没落。爱妻高阶贵子因眼见家勢败落，又身染重病，在道隆死后第二年也死去了。爱子伊周、隆家皆因被流放而不得为母送终。四个嫡出女，除了三女下落不明外，定子因产后胎衣不下、原子或因遭人投毒、御匣殿死因不明，三女皆很年轻就死去了。伊周最后也是郁郁而终。定子所生一条天皇第一皇子敦康亲王，因出生时道隆已死，外戚凋零，而最终失去了继承权。
此后的历代摄关，亦皆出自其弟藤原道长的后代。道隆的后代，多由隆家之子孙组成，两代之后已全部没落为中下级官僚，直到后代藤原殖子所生的后鸟羽天皇即位，才又有后人得以位居公卿，而當时已是武士抬頭的镰仓时代。

## 人物评价
道隆风姿端雅，在任中没有什么过失，只是进其岳父高阶成忠为从二位，其余多提拔他的妻族，当时的人认为这是稀罕事。

## 轶事
- 继承人事件

藤原兼家曾问藤原有国、平惟仲和多米国平说：“我的几个儿子谁可以继承我？”有国平时与道兼关系好，又觉得兼家能专权如此，道兼出了不少力，所以回答说道兼继承好。惟仲和国平则说：“选继承人怎可不顾嫡庶之分？（虽然事实上二人为同母所出）”后来兼家听从了后者的意见。道隆听说后说道：“吾獲執政，實非德選。徙以嫡長而已。何足為眉目，唯以報有國為喜也。”等到继承了职位，第一件事就是撤了有国父子的官。
- 嗜酒如命

传说道隆特别喜欢喝酒，常和藤原济时和藤原朝光斗酒。三人经常同车载酒而出，喝醉了以后披发宽衣为乐，因此得了重病。临终前，道隆面向西边念佛，说：“如果济时和朝光正在极乐世界，我也想要往生了。如果不是，我则不愿啊。”

## 相關作品
- 致光之君（2024年、NHK大河劇、演員：井浦新）

## 脚注
1. ↑  《大日本史·道隆传》：道隆，永觀二年，累進敘從三位，任春宮權大夫。
2. ↑  详情见《大日本史·道兼传》
3. ↑  《大日本史·道隆传》：寬和中，歷權中納言、權大納言，敘正二位。
4. ↑  《大日本史·道隆传》：永祚元年，任內大臣，尋兼左近衛大將。
5. ↑  《大日本史·道隆传》：正曆元年，兼家以疾罷，代為關白。尋攝政，賜隨身，聽牛車。
6. ↑  《大日本史·道隆传》：正曆二年，辭內大臣。以帝年稍長，當親政。四年，遂辭攝政，又為關白。【日本紀略、公卿補任、尊卑分脈】而除目官奏，猶準攝政。
7. ↑  《大日本史·道隆传》：長德元年，疾。累表辭職。不許。請使子伊周權攝政中事。許之。是歲，薙髮。尋斃，年四十三。世稱中關白。又稱二條，又稱南院。
8. ↑  见《大镜·道隆传》
9. ↑  《大日本史·道隆传》：道隆薨，弟道兼、道長相繼而攝政。時人稱之為「三道」。以比昭宣公三子稱「三平」。
10. 1 2 3 4 5 6 7  以上见各人传记
11. ↑  《大日本史·道隆传》：初兼家竊謂藤原有國、平惟仲、國平，【闕姓。】曰：「我子誰可嗣職者？【江談鈔、古事談。】有國雅與道兼善。【榮華物語。】且兼家秉權，道兼頗有力，因言道兼可也。」惟仲、國平對曰：「嫡庶之分，何得紊之？」兼家從之。道隆聞之曰：「吾獲執政，實非德選。徙以嫡長而已。何足為眉目，唯以報有國為喜也。」【江談鈔、古事談。】及即職，首奪有國父子官。
12. ↑  《大日本史·道隆传》：酷嗜飲，常以藤原濟時、藤原朝光為酒敵。【古事談。】三人常同車載酒而出、及醉披髮脫衣以為快。遂至成疾不起。臨終，人使其西向念佛，【大鏡。】曰：「若使濟時、朝光在極樂，則吾欲往生。不然，則吾不願也。」

## 附註
| 王位覬覦者                         | 王位覬覦者                                               | 王位覬覦者                         |
| ---------------------------------- | -------------------------------------------------------- | ---------------------------------- |
| 前任： 藤原兼家                    | 藤氏長者 990年6月3日－995年5月5日                        | 繼任： 藤原道兼                    |
| 官衔                               |                                                          |                                    |
| 前任： 藤原朝光                    | 左大將 989年8月16日－990年6月25日                        | 繼任： 藤原濟時                    |
| 前任： 藤原兼通                    | 內大臣 989年4月1日－991年9月4日                          | 繼任： 藤原道兼                    |
| 前任： 藤原兼家                    | 關白 990年6月3日－990年6月21日 993年5月16日－995年5月5日 | 空缺下一位持有相同頭銜者：自己     |
| 空缺上一位持有相同頭銜者：自己     | 關白 990年6月3日－990年6月21日 993年5月16日－995年5月5日 | 繼任： 藤原道兼                    |
| 空缺上一位持有相同頭銜者：藤原兼家 | 攝政 990年6月21日－993年5月16日                          | 空缺下一位持有相同頭銜者：藤原道长 |